# Det Danske Musicalakademi
Det Danske Musicalakademi (på engelsk: The Academy of Musical Theatre) er Danmarks eneste professionelle uddannelse for musicalperformere. Akademiet ligger i Kongensgade i Fredericia og har ligget her siden 2000. Skolen er tilknyttet Fredericia Teater, hvor tidligere rektor Søren Møller er direktør. Siden 2012 har skolens rektor været Thomas Agerholm. 
Uddannelsen adskiller sig fra den traditionelle skuespilleruddannelse (som er i Århus, Odense og København) ved at fokusere på performance/musical som kunstart (altså både sang, dans og teater). Derfor hedder uddannelsen musicalperformer og ikke skuespiller. Musicalperformer-uddannelsen tager udgangspunkt i en 3-årig bacheloruddannelse, som på et tidspunkt skal kunne udvides med 2 ekstra år til en master. Skuespilleruddannelsen tager 4 år. 
I løbet af uddannelsen får de studerende mulighed for at afprøve færdigheder ved solokoncerter i Det Bruunske Pakhus i Fredericia. Uddannelsen afsluttes samtidig af en showcase, hvor skolens 2. og 3. årgang viser to professionelle musicals på tre timer. Skolen har optagelsesprøve hvert år i marts og optager otte elever på hver årgang. 
Uddanelsen er 3-årig, hvor der undervises i alle 3 performanceformer, dans, sang og dramatik, både særskilt og tværfagligt. Skolen har flere udenlandske undervisere til f.eks. masterclasses, bl.a. flere større Broadway-instruktører, komponister og dramalærere. Blandt andet David Brunetti, Jason Robert Brown, Lisa Kent, John Bucchino og Stephen Schwartz.
Uddannelsen har siden 2011 været statsstøttet og SU-berettiget. 

## Undervisere
Skolens faste undervisere, anno 2013, er bl.a.:
- Daniel Bohr
- Finn Hesselager
- Johnny Jørgensen
- Sonja Oppenhagen
- Thomas Agerholm
- Ulla Ankerstjerne
- Helle Hansen
- Martin Konge
- Michael Eigtved
- Søren Møller
- Rebekka Lund
- Ulla Ankerstjerne

## Kendte musicalperformere uddannet fra musicalakademier
- Pelle Emil Hebsgaard - Fredericia Teater, Aladdin the musical, Genie, Tamtam i Tivoli (2014, 2015), 9. april, (2015) (uddannet 2011)
- Kasper Le Fevre - Specialklassen (uddannet 2003)
- Camille-Cathrine Rommedahl - Det Ny Teater, ensemble. Julefrokosten, film. (uddannet 2005)
- Lars Mølsted - Fredericia Teater, ensemble. (uddannet 2010)
- Mads Æbeløe - Esaura, forfatter (uddannet 2006)
- Johannes Nymark - Det Ny Teater, Sing'in in the Rain. Fredericia Teater, Aladdin the musical, Aladdin. 2.plads ved Vild Med Dans 2014. Gift med [Silas Holst] (uddannet 2009)
- Kristine Yde - Det Ny Teater, Sing'in in the Rain, Frozen, Anna, (stemme), Disney (2013) (uddannet 2008)
- Rasmus Krabsen Albeck - Anja og Viktor, lillebroren Esben, film. (uddannet 2012)
- Sandra Elsfort - Chess, Århus Teater (uddannet 2010)
- Emil Birk Hartmann - Broen, August, TV-serie DR/SVT. (uddannet 2013)
- Kristine Marie Brendstrup - Nørrebro Teater, Next to normal (uddannet 2009)
- Martin Skriver - Fredericia Teater, Det Ny Teater, Odense Teater, Lighthouse X (Band), (uddannet 2013)

|  | Denne artikel kan blive bedre, hvis der indsættes geografiske koordinater Denne artikel omhandler et emne, som har en geografisk lokation. Du kan hjælpe ved at indsætte koordinater i wikidata. |